# 乳頭腫
乳頭腫（にゅうとうしゅ, Papilloma）とは良性上皮性腫瘍として多く見られるイボやカリフラワーのような形状をした腫瘍の一つである。
口腔内に生じた乳頭腫はヒトパピローマウイルスによるものが多いとされている。

## 概要

### 部位
頭部における乳頭腫が高頻度に発生してる部位は声帯である